# Kathryn O'Loughlin McCarthy
Kathryn Ellen O'Loughlin, coniugata McCarthy (Hays, 24 aprile 1894 – Hays, 16 gennaio 1952), è stata una politica statunitense, membro della Camera dei Rappresentanti per lo stato del Kansas dal 1933 al 1935.

## Biografia
Dopo aver frequentato l'Emporia State University, Kathryn O'Loughlin si laureò in giurisprudenza presso l'Università di Chicago ed intraprese la professione di avvocato nell'Illinois e nel Kansas.
Entrata in politica con il Partito Democratico, nel 1931 fu eletta all'interno della Camera dei rappresentanti del Kansas.
Nel 1932 si candidò alla Camera dei Rappresentanti nazionale e riuscì a sconfiggere il deputato repubblicano in carica Charles I. Sparks. Kathryn O'Loughlin divenne così la prima donna ad essere eletta al Congresso dallo stato del Kansas e la prima donna avvocato mai eletta deputata. Poco dopo l'elezione sposò Daniel McCarthy e da allora assunse il doppio cognome.
Durante il suo servizio da deputata, si attirò le antipatie dei repubblicani e in particolare dell'allora governatore Alf Landon, che la attaccò per l'appoggio che aveva dato al New Deal di Roosevelt. Fu probabilmente a causa di queste polemiche che Kathryn O'Loughlin McCarthy perse il suo seggio alle successive elezioni, venendo sconfitta dall'alleato di Landon Frank Carlson con poco più di duemila voti di scarto.
Dopo la sconfitta, tornò ad esercitare come avvocato. Morì all'inizio del 1952, all'età di cinquantasette anni.